# Níjniaia Serebrianka
Níjniaia Serebrianka - Нижняя Серебрянка (rus) - és un poble de l'óblast de Bélgorod, a Rússia. El 2010 tenia 457 habitants. Pertany al districte (raion) de Rovenkí.